# Fabronia bartramii
Fabronia bartramii är en bladmossart som beskrevs av Abel Joel Grout 1926. Fabronia bartramii ingår i släktet Fabronia och familjen Fabroniaceae. Inga underarter finns listade i Catalogue of Life.